# Idiops gerhardti
Idiops gerhardti är en spindelart som beskrevs av Hewitt 1913. Idiops gerhardti ingår i släktet Idiops och familjen Idiopidae. Inga underarter finns listade i Catalogue of Life.